# Schloss Keppel

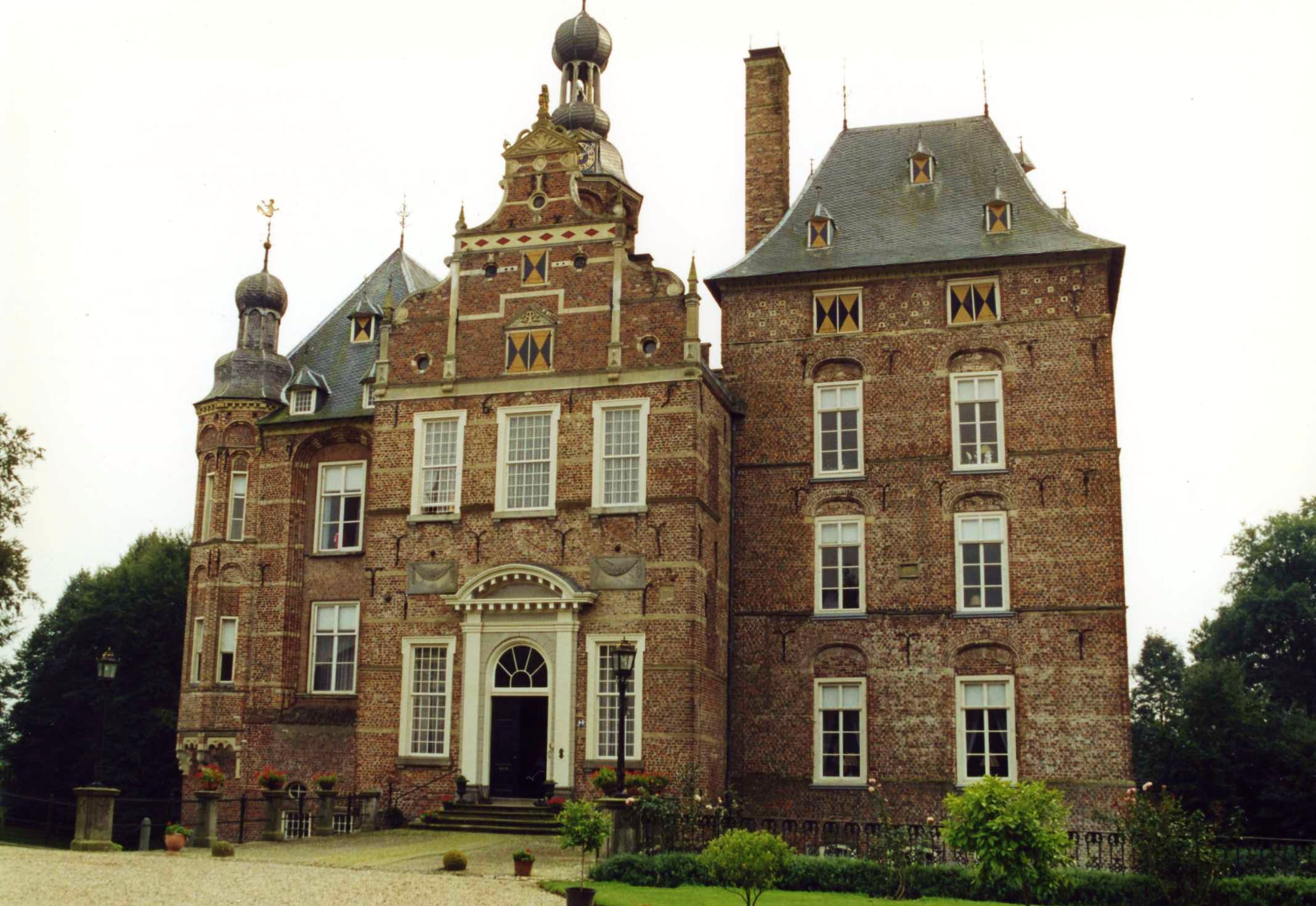
Schloss Keppel

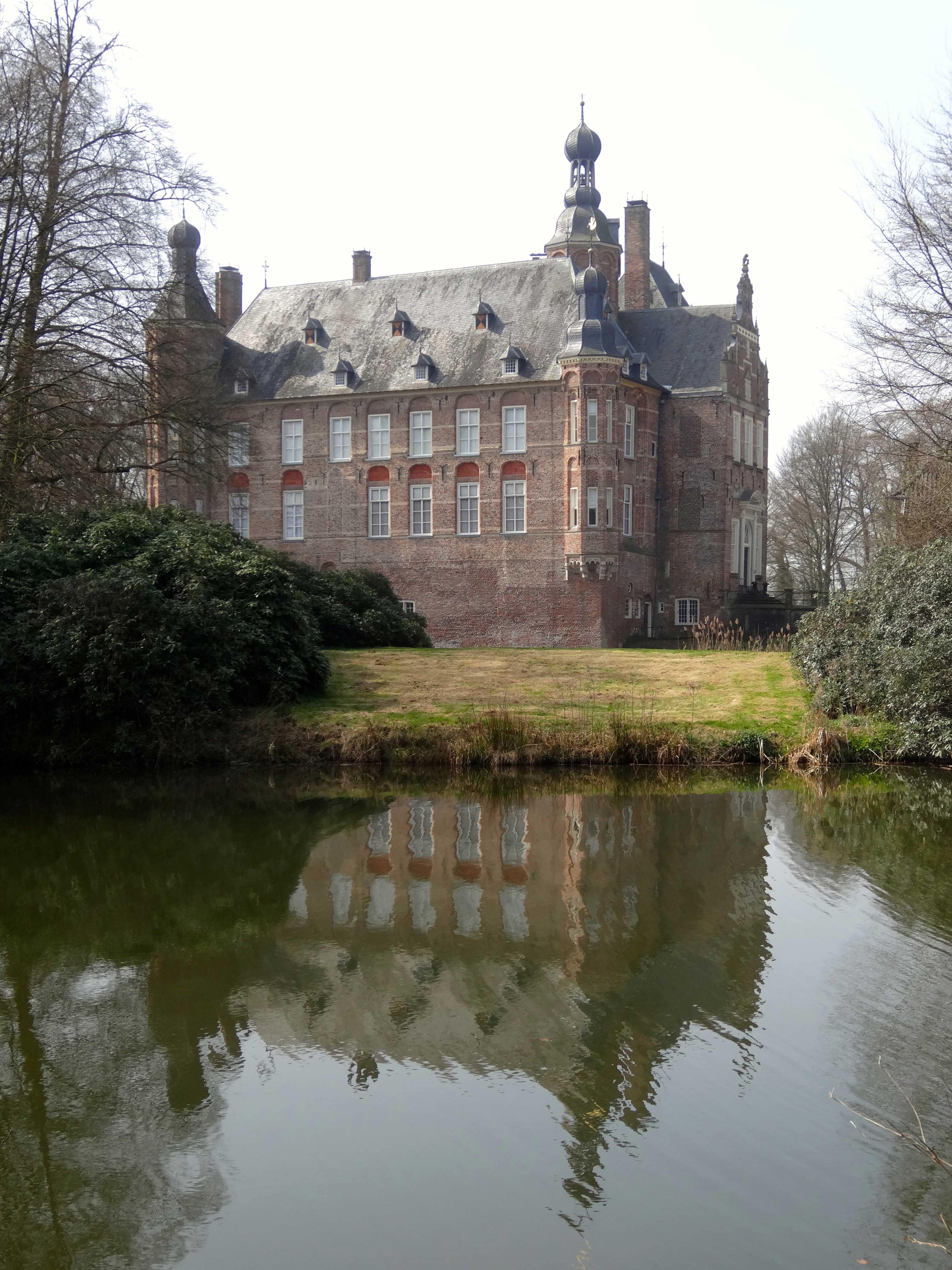
Seitenansicht

Schloss Keppel ist ein Schloss in der Ortschaft Laag-Keppel in der Gemeinde Bronckhorst, in der niederländischen Provinz Gelderland. Das Schloss, Stammsitz der Herren von Keppel, steht auf einer Insel zwischen zwei Flussarmen der Oude Ijssel. Auf den Fundamenten wurde das heutige Gebäude (nach der Zerstörung im Jahr 1582) im 17. Jahrhundert wieder aufgebaut. Es ist heute in Privatbesitz und steht unter Denkmalschutz. Das Gebäude und der Garten sind nicht zugänglich.

## Baugeschichte
Um den mittelalterlichen Bergfried aus der Zeit um 1300 entstand eine Burg, die sich bis zum 16. Jahrhundert nicht wesentlich verändert haben dürfte. Zwischen 1582 und 1609 lag die Burg nach einem Krieg in Trümmern und der Wiederaufbau begann im Jahr 1609. Im Jahr 1612 wurde der Stadtbaumeister Willem van Bommel aus Emmerich am Rhein beauftragt, das Schloss komplett umzubauen. Er verwendete Abbruchsteine an den noch stehenden Mauern. Nach 1614 wurde der eindrucksvolle Renaissance-Giebel an die Seitenwände des Torbauwerks gesetzt. Dieses Werk wurde um 1620 vollendet. Zwischen 1743 und 1750 wurde der Komplex auf der Rückseite durch den Architekten Gerrit Ravenschot aus Zutphen erweitert, der ihn bereits 1729 entworfen hatte. Im Jahr 1780 wurde das Torhaus grundlegend umgebaut. Schließlich wurde 1850 der hintere Ijssel-Flügel mit dem Saalflügel verbunden, womit der Bau endgültig abgeschlossen war.

### Schlachten
Burg Keppel erlebte im Mittelalter viele Schlachten, besonders während des Achtzigjährigen Krieges. Im Jahr 1581 wurde die Burg belagert und vom Staat eingenommen. Frederik van Pallandt, Sohn von Johan van Pallandt und Elisabeth van Voorst von Keppel, eröffnete einen Monat später den Gegenangriff und eroberte die Burg zurück. Im September 1582 griff der Staat zum zweiten Mal an. Die Truppen mussten dabei wegen der großen eingelagerten Mengen an Schießpulver vorsichtig vorgehen, stürmten die Burg in althergebrachter Weise und zerstörten sie gründlich. Nach dem Wiederaufbau nahm 1665 der Bischof von Münster, Bernhard von Galen (besser bekannt als Bommen Berend), die Burg ein, räumte sie 1666 und ließ die Verteidigungsanlagen um die Burg abbauen. 1672 richtete Ludwig XIV. das Schloss als Hauptquartier ein, doch noch im selben Jahr wurde die Burg durch marodierende französische und münsterische Truppen schwer beschädigt. Nach dem Holländischen Krieg begannen für das Schloss ruhige Zeiten.

### Gegenwart
Seit 1962 ist das Schloss im Besitz der Pallandt-van-Keppel-Stiftung, die es ermöglicht hat, das Schloss, den Hausrat und den Park zu bewahren, so dass es weiterhin von der Familie bewohnt werden kann. Das Schloss wurde nie verkauft und die heutigen Bewohner sind Nachfahren des Erbauers aus dem 14. Jahrhundert. Das Schloss befindet sich auf einem Anwesen, das im 19. Jahrhundert eine Größe von 1600 Hektar hatte und im 21. Jahrhundert immer noch 560 Hektar hat. Es besteht zum Teil aus Wald und umfasst eine Reihe von Bauernhöfen und Wohnhäusern. Das Gebäude und der Garten sind nicht für Besichtigungen geöffnet, Führungen werden jedoch nach Vereinbarung organisiert.

## Nutzung
- Das Schloss ist ein städtischer Hochzeitsort.[3]
- Jedes Jahr öffnen die Van Lyndens das Gelände für die örtliche Gemeinde, um die Ankunft des Heiligen Nikolaus zu feiern.
- Von 2008 bis 2015 veranstaltete die Familie in ihrem Garten eine Shakespeare-Theateraufführung unter freiem Himmel, aufgeführt von der britischen Open Air Theatre Company Illyria. Im Jahr 2008 wurde der Sommernachtstraum aufgeführt, 2009 Die lustigen Weiber von Windsor (Schauspiel) und 2015 Wie es euch gefällt.